# Mario Bava
Mario Bava (31. juli 1914 i San Remo, Italien – 27. april 1980 i Rom) var en italiensk filminstruktør og oprindeligt filmfotograf, der arbejdede i mange genrer, men især huskes for horrorfilmen La maschera del demonio (1960) med Barbara Steele i en dobbeltrolle som vampyr og offer, og tegneseriefilmatiseringen Diabolik (1968) med John Philip Law som maskeret mestertyv. Mario Bava opfandt desuden i 1963 den italienske giallo-genre og hører i dag til italiensk films mest kultdyrkede instruktører.